# Vitalijus Karpačiauskas
Vitalijus Karpačiauskas (* 6. Juli 1966 in Panevėžys) ist ein ehemaliger litauischer Amateurboxer im Weltergewicht.

## Werdegang
Der siebenfache Meister von Litauen erreichte bereits 1992 den dritten Platz bei der europäischen Olympiaqualifikation in Italien und startete anschließend bei den Olympischen Sommerspielen 1992 in Barcelona, wo er Platz 5 im Weltergewicht erreichte; nach Siegen gegen Andrei Pestrajew aus Russland und Pepe Reilly aus den USA, unterlag er erst im Viertelfinale gegen Arkhom Chenglai aus Thailand.
Im Mai 1993 gewann er die Silbermedaille im Weltergewicht bei den Weltmeisterschaften in Tampere. Er hatte sich dabei gegen Ioannis Ioannidis aus Griechenland, Stéphane Cazeaux aus Frankreich, Han Doorenbosch aus den Niederlanden und Sergei Gorodnischew aus der Ukraine durchgesetzt und verlor erst im Finale gegen Juan Hernández aus Kuba. Im September desselben Jahres wurde er in Bursa zudem Europameister im Weltergewicht. Auf dem Weg zum Titel schlug er dabei Piotr Dreas aus Polen, Alexander Schkalikow aus Russland, Andreas Otto aus Deutschland und Kenan Öner aus der Türkei.
Im Juni 1994 erreichte er einen 5. Platz im Weltergewicht beim Weltcup in Bangkok und startete im Mai 1995 bei den Weltmeisterschaften in Berlin. Dort gewann er gegen Hamouka Kutuaschwili aus Georgien, Kai Kauramæki aus Finnland und Nariman Atajew aus Usbekistan, schied im Halbfinale gegen Oleg Saitow aus Russland aus und erreichte somit Platz 3 im Weltergewicht.
Daraufhin nahm er an den Olympischen Sommerspielen 1996 in Atlanta teil, besiegte Hassan Mzonge aus Tansania, verlor jedoch seinen zweiten Kampf gegen Kamel Chater aus Tunesien, weshalb er auf dem 9. Platz ausschied. Auch bei den Europameisterschaften 1996 in Vejle schied er vor Erreichen der Medaillenränge gegen Hasan Al aus Dänemark knapp mit 3:4 aus.

## Sonstiges
1993 wurde er zu Litauens Sportler des Jahres gewählt. Zudem gibt es in Litauen ein nach ihm benanntes internationales Amateurboxturnier. Es wurde erstmals 2013 in der Cido Arena von Panevėžys ausgetragen.